# Klemen Žumer
Klemen Žumer, slovenski diplomat in politik, * 19. december 1979.
Deluje kot višji svetovalec za politične, mirovne in varnostne zadeve v kabinetu predsednika Generalne skupščine Združenih narodov. Pred tem je bil več let uradnik diplomat v nazivu prvega svetovalca (First Counsellor) v Delegaciji Evropske unije pri Združenih narodih v New Yorku. Klemen ima več kot 20 let izkušenj z delom v Evropskem parlamentu v različnih vlogah, s poudarkom na zunanji politiki EU, parlamentarni demokraciji, politični komunikaciji in multilateralni diplomaciji. Med drugim je bil tudi podpredsednik stranke Nova Slovenija (NSi).
V letih 2004 do 2006 je bil asistent Lojzeta Peterleta v Evropskem parlamentu in svetovalec za stike z mediji poslanske skupine Evropske ljudske stranke (Krščanskih demokratov) in Evropskih demokratov. Leta 2007 je sodeloval pri predsedniški volilni kampanji Lojzeta Peterleta.
Leta 2009 je kandidiral za poslanca Evropskega parlamenta. Delal je tudi v European Parliament Research Service Evropskega parlamenta, in sicer kot vodja ekipe za povezovanje z vladnimi organizacijami v vseh 27 državah EU.
Pred letom 2014 je bil tiskovni predstavnik Evropske ljudske stranke (EPP). Med leti 2014 in 2017 pa je bil direktor oziroma vodja informacijske pisarne Evropskega parlamenta v Sloveniji.
Kariero je začel kot univerzitetni raziskovalec in učitelj, preden je po vstopu Slovenije v Evropsko unijo prestopil v vlogo političnega svetovalca. Med leti 2004 in 2020 je objavil več študij s področja mednarodnih odnosov, pa tudi strokovne članke s področja ekonomije.
Ima diplomo iz ekonomije v Kanadi, specializacijo MBA iz Slovenije ter dve magistrski diplomi iz mednarodne politične ekonomije in mednarodnih odnosov na London School of Economics in Sciences Po Paris.